# 20818 Karmadiraju
20818 Karmadiraju (2000 TQ54) là một tiểu hành tinh vành đai chính được phát hiện ngày 1 tháng 10 năm 2000 bởi Nhóm nghiên cứu tiểu hành tinh gần Trái Đất phòng thí nghiệm Lincoln ở Socorro.